# Leonardo Torriani
Leonardo Torriani (Cremona, c. 1560 - Coímbra, 1628) fue un
ingeniero, arquitecto e historiador, además de geógrafo y cartógrafo militar italiano.

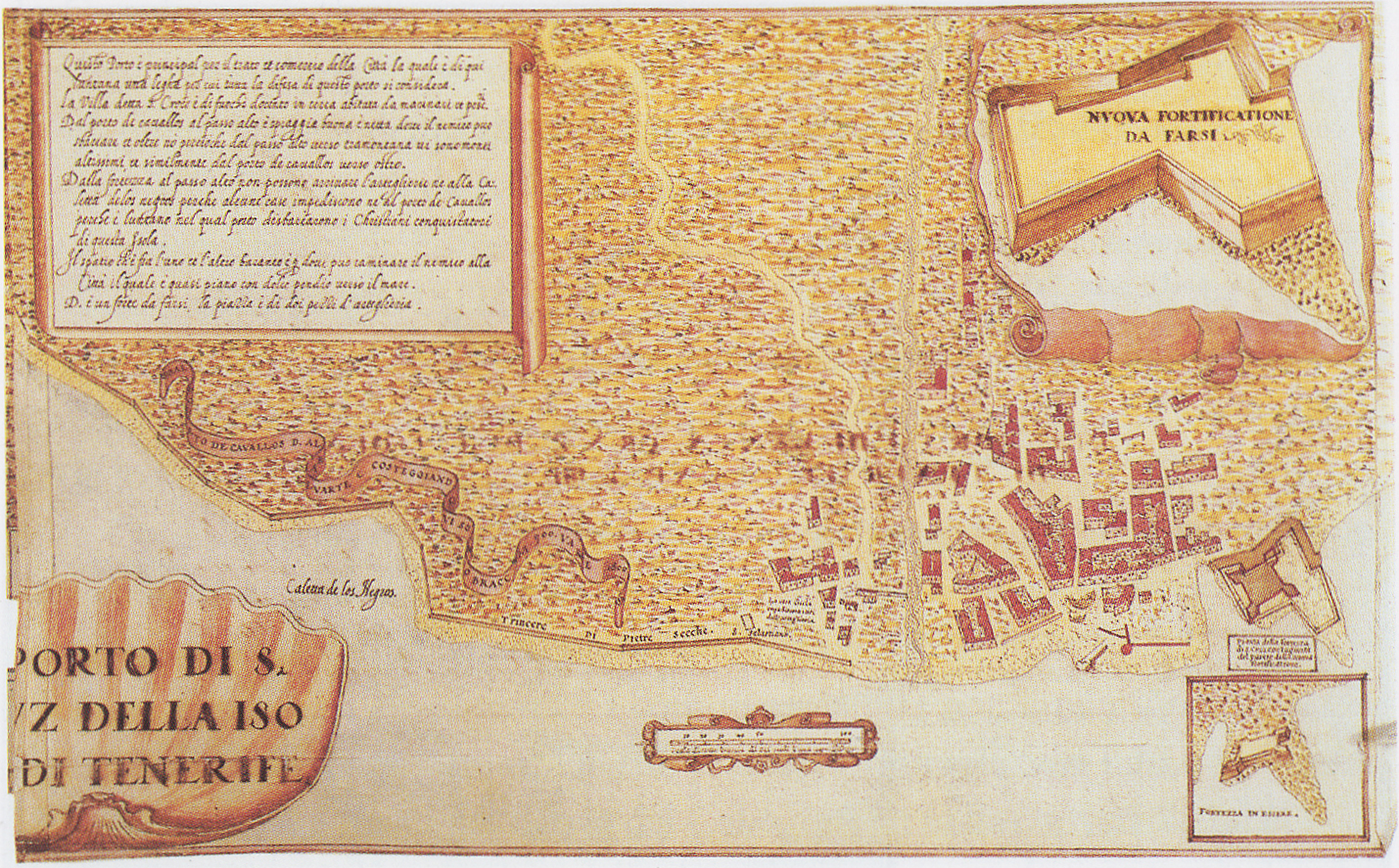
Plano de la ciudad de Santa Cruz de Tenerife realizado por Torriani en 1588.

## Biografía
Tras servir al emperador Rodolfo II, Torriani fue invitado a la corte del rey Felipe II en calidad de ingeniero militar. En marzo de 1584 una real cédula lo nombró ingeniero del Rey en la isla de La Palma siendo enviado a esta isla con instrucciones de construir un muelle y un torreón, pagándosele un escudo por día. Al volver a la corte tres años más tarde recibió un encargo más ambicioso: visitar todas las fortificaciones del archipiélago canario e informar sobre la mejor forma de completar su sistema defensivo. 
Durante más de un lustro, Torriani visitó todas las islas, elaborando proyectos que en su gran mayoría no se realizaron y remitiendo periódicamente sus informes a la corte. Durante su estancia en las islas Torriani escribió Descripción e historia del reino de las Islas Canarias en el año 1588. En esta obra Torriani describe a las islas, a sus principales poblaciones y su historia, además de aportar datos y planos para sus fortificaciones. Al finalizar esta misión es trasladado a Orán, Cartagena, Berbería y más tarde a Portugal donde ostentó el cargo de ingeniero mayor durante tres décadas.
Torriani guardó una copia manuscrita de todos sus informes, que tras su muerte y la de su hijo, quedaron en posición del convento de São Bento de Coímbra, pasando más tarde a la biblioteca de la Universidad de Coímbra donde se encuentran en la actualidad.